# Yüksük çorbası
Yüksük çorbası és una çorba (sopa) de la cuina turca feta amb boles de mantı, cigrons, salça i espècies.